# Seranville
Seranville település Franciaországban, Meurthe-et-Moselle megyében. Lakosainak száma 101 fő (2022. január 1.). Seranville Gerbéviller, Giriviller, Mattexey, Remenoville és Vallois községekkel határos.

## Népesség
A település népessége az elmúlt években az alábbi módon változott:
| Lakosok száma | 79   | 77   | 75   | 98   | 95   | 96   | 100  | 101  | 101  | 101  |
|               | 1968 | 1982 | 1990 | 2006 | 2013 | 2015 | 2017 | 2019 | 2020 | 2022 |